# Saison 7 de Younger
 (mars 2021).
Si vous disposez d'ouvrages ou d'articles de référence ou si vous connaissez des sites web de qualité traitant du thème abordé ici, merci de compléter l'article en donnant les références utiles à sa vérifiabilité et en les liant à la section « Notes et références ».
Chronologie
Saison 6
Cet article présente le guide des épisodes de la septième et dernière saison de la série télévisée Younger.

## Distribution

### Acteurs principaux
- Sutton Foster (VF : Véronique Desmadryl) : Liza Miller
- Debi Mazar (VF : Vanina Pradier) : Maggie Amato
- Nico Tortorella (VF : Donald Reignoux) : Josh
- Peter Hermann (VF : Constantin Pappas) : Charles Brooks
- Molly Bernard (VF : Edwige Lemoine) : Lauren Heller
- Hilary Duff (VF : Julie Turin) : Kelsey Peters

### Acteurs récurrents
- Miriam Shor (VF : Ivana Coppola) : Diana Trout[1]
- Laura Benanti (VF : Marie-Frédérique Habert) : Quinn Tyler
- Charles Michael Davis (VF : Namakan Koné) : Zane Anders[1]
- Tessa Albertson (VF : Barbara Beretta) : Caitlin Miller
- Janeane Garofalo (VF : Catherine Artigala) : Cass DeKennessy
- Steven Good (VF : Yann Sundberg) : Rob Davis

### Invités
- Chris Tardio (VF : Fabien Jacquelin) : Enzo de Luca
- Phoebe Dynevor (VF : Anaïs Delva) : Clare
- Nadia Alexander : Fupa Grunhoff
- Michael Urie (VF : Damien Witecka) : Redmond
- Kelli Barrett (VF : France Renard) : Kamila
- Ben Rappaport (VF : Mathias Kozlowski) : Max Horowitz
- Jennifer Westfeldt : Pauline Turner-Brooks

## Épisodes

### Épisode 1:La demande en mariage
- États-Unis : 15 avril 2021 sur Paramount+
- France : 26 octobre 2021 sur Téva

### Épisode 2:C'est la fin du monde, ma fille
- États-Unis : 15 avril 2021 sur Paramount+
- France : 26 octobre 2021 sur Téva

### Épisode 3:Retours aux origines
- États-Unis : 15 avril 2021 sur Paramount+
- France : 26 octobre 2021 sur Téva

### Épisode 4:Une affaire risquée
- États-Unis : 15 avril 2021 sur Paramount+
- France : 27 octobre 2021 sur Téva

### Épisode 5:La dernière licorne
- États-Unis : 22 avril 2021 sur Paramount+
- France : 2 novembre 2021 sur Téva

### Épisode 6:Le mot interdit
- États-Unis : 29 avril 2021 sur Paramount+
- France : 2 novembre 2021 sur Téva

### Épisode 7:La mauvaise éducation d'Henry Cane
- États-Unis : 6 mai 2021 sur Paramount+
- France : 3 novembre 2021 sur Téva

### Épisode 8:La baronne
- États-Unis : 13 mai 2021 sur Paramount+
- France : 9 novembre 2021 sur Téva

### Épisode 9:Retombées radioactives
- États-Unis : 20 mai 2021 sur Paramount+
- France : 10 novembre 2021 sur Téva

### Épisode 10:Inkonvaincu
- États-Unis : 27 mai 2021 sur Paramount+
- France : 10 novembre 2021 sur Téva

### Épisode 11:La chasse au moustique
- États-Unis : 3 juin 2021 sur Paramount+
- France : 16 novembre 2021 sur Téva

### Épisode 12:L'âge de raison
- États-Unis : 10 juin 2021 sur Paramount+
- France : 16 novembre 2021 sur Téva